# Manschettenfreie Blutdruckmessung
Die manschetten-freie Blutdruckmessung hat das Ziel die Messung oder Schätzung des arteriellen Blutdrucks auf handliche Geräte zu übertragen, wie Smartphones oder Wearables (z. B. Armbänder). Dabei werden Signale nicht-invasiv über die Haut an peripheren Orten wie Handgelenk oder Fingern abgegriffen und durch Algorithmen in quantitative Werte mit hinreichender Genauigkeit zum arteriellen Blutdruck umgewandelt. Vorrangiges Ziel ist das kontinuierliche Monitoring und der Verzicht auf eine aufblasbare Oberarm- oder Handgelenksmanschette.

## Messprinzipien
Zu den verfügbaren Methoden, gehören die Messung des Blutdrucks über die Pulswellenlaufzeit (engl. Pulse transit time PTT) und die Pulswellenanalyse. Beide nutzen die Photoplethysmographie, die besser von der Pulsoximetrie bekannt ist und Blutvolumenänderungen im Gewebe messen kann.

### Pulswellenlaufzeit
Die Pulswellenlaufzeit oder Pulstransitzeit (PTZ) beruht auf einem robusten biophysikalisch-theoretischen Unterbau. Die Geschwindigkeit, mit der eine Puls- oder Druckwelle durch die arterielle Gefäßbahn läuft, hängt vom Durchmesser und der Steifheit der Blutgefäße ab, angefangen von der Aorta bis in die kleinen Arteriolen in der Endstrombahn. Dabei gilt: je höher der Blutdruck umso schneller die Welle. Die wichtigste Gleichung ist die Bramwell-Hill Gleichung für die Geschwindigkeit {\displaystyle v}
{\displaystyle v={\frac {l}{\tau }}={\sqrt {{\frac {F}{\rho }}{\frac {dP}{dF}}}}}
wobei {\displaystyle F} der Gefäßquerschnitt ist und {\displaystyle P} der Blutdruck, {\displaystyle \tau } die Transitzeit und {\displaystyle \rho } die Dichte des Blutes.
Sowohl den Beginn der Pulswelle, als auch das zeitversetzte Erreichen in der Endstrombahn (Finger, Zehen) muss indirekt ermittelt werden: dazu dient meist die einfach zu messende R-Zacke im EKG und der Anstieg der Pulswelle im distalen Gewebe (Finger/Zehen/Handgelenk), welche man mittels Photoplethysmographie erfassen kann. Inter-individuelle und intra-individuelle Variabilität sind nur durch eine anfängliche und regelmäßige Kalibrierung hinreichend kontrollierbar.

### Pulswellenanalyse
Die Pulswellenanalyse (PWA) analysiert den Verlauf der durch Photoplethysmographie am Finger aufgezeichneten Wellenform, bzw. deren erste oder zweite Ableitung. Hierfür existiert keine Theorie wie bei der Pulswellenlaufzeit, hier eignen sich eher Mustererkennung und Maschinelles Lernen und einem daraus resultierenden Algorithmus. Im Gegensatz zur Pulswellenlaufzeit benötigt sie nur einen Sensor und kann den systolischen und diastolischen Druck unabhängig voneinander tracken. Eine Reihe von Störfaktoren, wie der Auflagedruck auf der Haut oder Bewegungs-Artefakte sind in Betracht zu ziehen.

### Herausforderungen
Pulswellenanalyse und Pulswellenlaufzeit können auch miteinander kombiniert werden, um die Genauigkeit zu steigern. Sie sind meist in Smartphones oder Wearables integriert und nutzen deren Lichtquelle bzw. Kamera. Mit solchen Geräten ist eine Rekalibrierung meist einmal pro Monat mittels einer Manschette nötig. Die Vorgänge im Körper sind komplex und noch nicht vollends verstanden. Demzufolge ist auch die Langzeitgenauigkeit nur mäßig mit Korrelationskoeffizienten um - 0,5 zwischen invasiv-arteriellem Druck und Messergebnis. Fachleute sind sich einig, dass dies kein Versagen von Maschinellem Lernen ist, sondern dass die Trainingsdaten nicht genügend Informationen über quantitative Blutdruck-Werte enthalten.

### Microsoft Aurora Projekt
2022/2023 untersuchte Microsoft an 1125 Erwachsenen PWA-Pat geräte, die sie selbst entwickelt hatten, gegen kalibrierten Manschetten-Blutdruck bzw. Oszillographische Methoden über 24 Std. Sehr umfangreiche Regressionsanalysen mit unterschiedlichen Kalibrationsmethoden führten zu Schätzungen des systolischen und diastolischen Blutdrucks. Die vier eingesetzten Methoden (die den CE-markierten bzw. von der FDA-anerkannten („cleared“) Geräten äquivalent waren) erbrachten keinen erkennbaren Nutzen, sodass das Projekt eingestellt wurde.

### Regulierung
Diverse Manschetten-freie Geräte haben eine CE-Markierung bzw. eine ISO-Zertifizierung in der MDR Klasse 2a erhalten, allerdings sind die Prozeduren, denen sich ein Gerät zum Langzeitmonitoring unterziehen muss, komplex. So hat erst im Dezember 2023 die Europäische Fachgesellschaft European Society of Hypertension Empfehlungen für die Testung herausgegeben, welche 6 Prozeduren umfasst. Problematisch sind z. B. intraindividuelle Variationen und ein ungenügendes Monitoring der Nachtabsenkung („dip“), welche beide eine klinische Relevanz haben. Eine Empfehlung zum klinischen Einsatz wurde nicht gegeben.

### Manschettenfreie Oszillometrie
Eine weitere Methode nutzt die manschettenfreie Oszillometrie: Der Benutzer drückt die Fingerspitze gegen das Smartphone, welche an dieser Stelle eine PWA-Kraftsensor-Einheit aufweist (ähnlich der Fingerabdruckmessung zur Authentifikation beim Smartphone). Der Nutzer muss dabei den Außendruck auf die darunter liegende Arteria transversalis palmaris (Fingerarterie) langsam verändern. Der Sensor misst die Blutvolumenschwankungen mit variabler Amplitude, gibt eine Rückmeldung zur Steuerung des Fingerdrucks über die Zeit und berechnet über einen empirischen Algorithmus den Blutdruck anhand des Oszillogramms. Diese Methode wird weiter beforscht.